# اسمیم
اسمیم (Osmium) از عنصرهای شیمیایی جدول تناوبی است. نشانه کوتاه آن Os و عدد اتمی آن ۷۶ است. این فلز از گروه پلاتین است و با چگالی ۲۲٫۵۹ گرم بر سانتی‌متر مکعب، متراکم‌ترین عنصر موجود در طبیعت و کمیاب‌ترین فلز در پوسته زمین است. این فلز، یک فلز انتقالی سخت و شکننده به رنگ خاکستری متمایل به آبی است. اسمیوم یکی از سخت‌ترین فلزهاست که در بعضی آلیاژها همراه پلاتین و ایریدیم استفاده می‌شود. اسمیم به‌صورت غیرترکیبی به صورت آلیاژ در سنگ معدن پلاتین یافت می‌شود. این عنصر در سال ۱۸۰۳ توسط اسمیتسون تنانت در لندن به همراه ایریدیوم در کنار عمل حل پلاتین در تیزاب سلطانی (Aqua Regia) کشف شد.
این فلز، بسیار شکننده با چگالی زیاد است. پودر اسمیم وقتی در معرض هوا قرار بگیرد، اسمیم تتراکسید (OsO4) را که ماده‌ای بسیار سمی است، می‌سازد. اکسید آن یک مادهٔ اکسیدکنندهٔ قوی بوده و بوی شدیدی دارد و در دمای ۱۳۰ درجهٔ سلسیوس به جوش می‌آید.
اسمیم به خاطر چگالی بالای آن معمولاً به عنوان سخت‌ترین فلز که حتی از ایریدیم هم سخت‌تر است، شناخته می‌شود. البته محاسبات در شبکه فضایی از محاسبات معمولی که چگالی kg/m3 22650 را به ایریدیوم و kg/m3 22661 را به اسمیم اختصاص می‌دهد، دقیق‌تر بوده و نتایج مورد اطمینان‌تری را ارائه می‌دهد؛ بنابراین در حال حاضر نمی‌توان یک مرز مشخصی را از نظر چگالی برای اسمیوم و ایریدیوم قائل شد، چرا که آنها کاملاً به هم نزدیک هستند.
این فلز در میان خانوادهٔ پلاتین، بیشترین دمای ذوب و پایین‌ترین فشار بخار را داراست. حالت‌های اکسیداسیون معمولی اسمیم +۴ و +۳ است، ولی حالت‌های اکسیداسیون +۱ تا +۸ نیز مشاهده شده‌است.

## استخراج
این فلز انتقالی به صورت طبیعی در Osmiridium که یک آلیاژ طبیعی از ترکیب ایریدیوم و اسمیوم است در رسوبات رودخانه‌ای که منبع استخراج فلزات گروه پلاتین در کوه‌های اورال و آمریکای شمالی و جنوبی است یافت می‌شود. این فلز همچنین در سنگ‌معدن‌های نیکل‌دار، در منطقهٔ سادبری انتاریو به همراه دیگر فلزات گروه پلاتین یافت می‌شود که استخراج به این روش، صرفهٔ اقتصادی بیشتری دارد.

## کاربردها
از آن‌جا که اکسید این فلز، بسیار سمی است، به‌ندرت به‌صورت خالص از آن استفاده می‌شود و اغلب به صورت آلیاژ با دیگر فلزات در مواردی که نیاز به دوام بالا باشد، کاربرد دارد. آلیاژ اسمیوم به همراه دیگر فلزات پلاتین بسیار سخت بوده و در مواردی که نیاز به آلیاژهای سخت دارند، مانند نوک خودنویس، سوزن‌های گرامافون، لوله، محور ابزار، لوازم گوناگون و اتصالات الکترونیک کاربرد دارد.
اسمیم تتراکسید برای تشخیص اثر انگشت و رنگ کردن بافت‌های چرب برای اسلایدهای میکروسکوپی کاربرد دارد. آلیاژ ۹۰٪ پلاتین و ۱۰٪ اسمیم در کاشت‌های جراحی مانند ضربان‌ساز قلب و جایگزینی دریچه‌های ریوی استفاده می‌شود.

## ایزوتوپ‌ها
مولکول اسمیوم هفت ایزوتوپ طبیعی دارد که پنج تا از آن‌ها پایدارند: Os-187، Os-188، Os-189، Os-190 و Os-192 که فراوان‌ترین آن‌هاست. Os-184 و Os-186 نیمه‌عمر زیادی داشته و برای اهداف کاربردی می‌توان آن‌ها را ایزوتوپ پایدار در نظر گرفت. Os-187 دخترخواندهٔ Rhenium -187 بوده که نیمه‌عمر آن 4.56 x ۱۰۱۰ می‌باشد و اغلب با نسبت Os-187/Os-186 اندازه‌گیری می‌شود. این نسبت، همانند نسبت Re-187/Os-187 که همانند شهاب‌سنگ برای تعیین عمر زمین استفاده می‌شود. به هر حال مهم‌ترین کاربرد قابل توجه اسمیم، در تعیین تاریخ در ترکیب با ایریدیم، برای تجزیه و تحلیل لایه‌های کوارتز صدمه‌دیده (Shocked Quartz) در طول مرز کرتاسه-پالئوژن که به انقراض دایناسورها در ۶۵ میلیون سال پیش انجامید، می‌باشد.

## ویژگی‌های فیزیکی
- عدد اتمی: ۷۶
- جرم اتمی: ۱۹۰٫۲۳
- نقطه ذوب: C° ۳۰۲۷
- نقطه جوش: C° ۵۰۱۲
- شعاع اتمی: Å ۱٫۹۲
- ظرفیت: ۴
- رنگ: خاکستری متمایل به آبی
- حالت استاندارد: جامد
- نام گروه: ۸[۴]